# Konwekcja w płaszczu Ziemi

Zjawisko konwekcji w płaszczu ziemskim i jego związek ze spreadingiem

Konwekcja w płaszczu Ziemi – ruch konwekcyjny zachodzący w materii skalnej i skalno-magmowej w płaszczu Ziemi wykazującej własności półplastyczne. Ruchy te są powolne – odbywają się z prędkością kilku centymetrów na rok.
Prądy konwekcyjne mogą czasami także obejmować litosferę lub rozciągać się tylko pod nią. W każdym przypadku są istotną przyczyną wędrówki płyt tektonicznych litosfery.

## Reologia płaszcza
Skały płaszcza ziemskiego są w stanie stałym, jednak na dużych głębokościach panują odmienne warunki niż na powierzchni: wyższa temperatura i znacznie większe ciśnienie. Skały wykazują w nich właściwości lepkosprężyste: dla szybkich odkształceń, takich jak przejście fali sejsmicznej, zachowują się jak ciało sprężyste, zaś w przypadku powolnych, długotrwałych odkształceń związanych z wielkoskalowym ruchem materii zachowują się jak ciało plastyczne. To pozwala na powolne płynięcie materii skalnej.

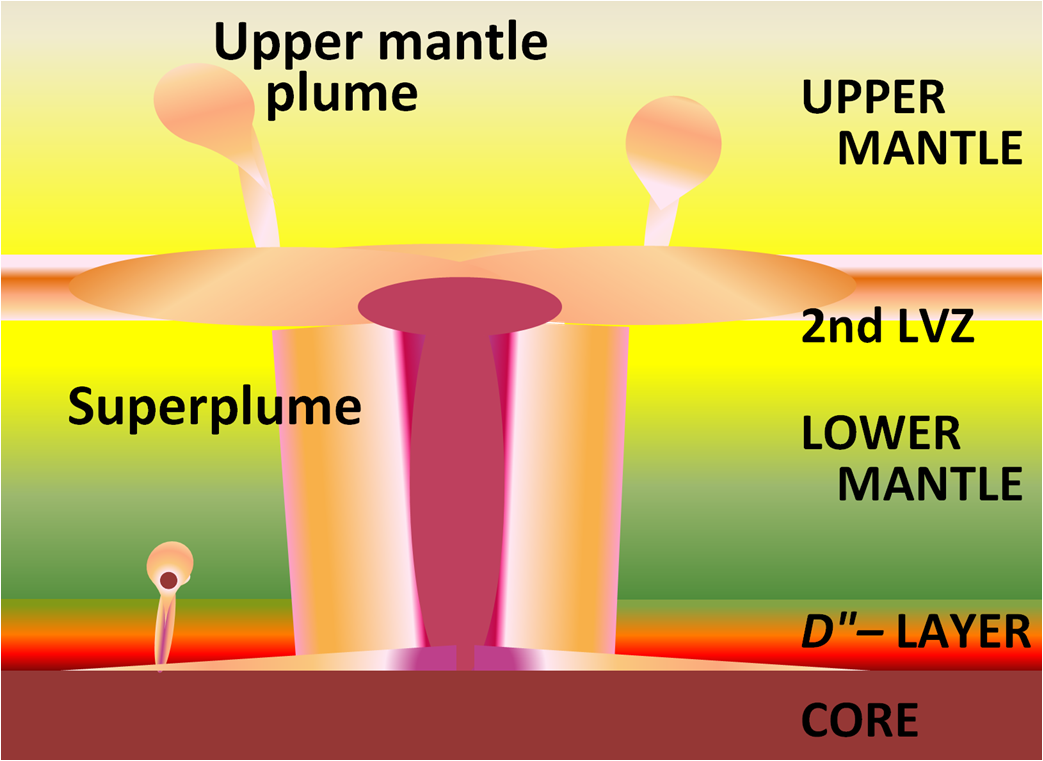
W dolnym i górnym płaszczu ziemskim mogą tworzyć się oddzielne komórki konwekcyjne, w tym związane z tzw. pióropuszami płaszcza

## Geometria komórek konwekcyjnych
Konwekcja obejmuje cały płaszcz ziemski, jednak nie jest wiadome, czy ma ona charakter jedno- czy dwupiętrowy, tj. czy komórki konwekcyjne tworzą się w obrębie całego płaszcza, czy też oddzielnie w płaszczu dolnym i górnym. W pierwszym przypadku, komórki konwekcyjne miałyby grubość do 2900 km i szerokość od 4000 do 12 000 km. W drugim przypadku komórki konwekcyjne w górnym płaszczu miałyby grubość od 150 do 400 km, przy szerokości od 4000 do 12 000 km. Dane uzyskane z tomografii sejsmicznej wskazują, że niektóre prądy konwekcyjne pokonują granicę pomiędzy górnym i dolnym płaszczem, lecz inne nie są w stanie jej pokonać. W tym sensie zarówno hipoteza o dwupiętrowej konwekcji jak i o jednopiętrowej są prawdziwe lecz w różnych miejscach.

## Mechanizm konwekcji
Materia płaszcza jest ogrzewana w głębi a następnie wznosi się w pewnych miejscach do podstawy litosfery. Następnie rozpływa się równolegle do jej dolnej powierzchni, oddając ciepło. Gdy materia się ochłodzi, ponownie zstępuje w głąb, zamykając tym samym komórkę konwekcyjną. Płyty litosfery ulegające subdukcji są częścią strumienia konwekcyjnego. Źródłami ciepła napędzającego konwekcję w płaszczu jest rozpad naturalnych izotopów promieniotwórczych obecnych w skałach, strumień ciepła pochodzący z jądra Ziemi, oraz ciepło pierwotne Ziemi powstałe przy akrecji.
W grzbietach śródoceanicznych, w strefach spreadingu, na powierzchnię ziemi wylewają się wielkie ilości bazaltów toleitowych o stałym składzie mineralnym i chemicznym, w tym pierwiastków śladowych. Są to bazalty typu MORB. Towarzyszą im wyrzuty wód z kominów hydrotermalnych. Nowo utworzone skały skorupy oceanicznej wędrują do strefy subdukcji. Tam są wciągane w głąb płaszcza, być może przetopione i wędrują z powrotem do strefy spreadingu, gdzie ponownie wydostają się na powierzchnię ziemi zachowując swój niezmieniony skład chemiczny. Proces ten obrazowo określa się mianem recyklingu płaszcz-skorupa. Proces ten tworzy zamknięty cykl geologiczny i ma dosyć ograniczony wpływ na procesy geologiczne i tektoniczne zachodzące w obrębie kontynentów. Jednak to proces subdukcji prowadzi do powstawania stref wulkanicznych i gór wzdłuż granic kontynentów.

## Związek z ruchami płyt litosfery
Litosfera, w odróżnieniu od położonej pod nią astenosfery, wykazuje właściwości ciała sztywnego. Jedną z konsekwencji tego zjawiska jest to, że ruch płyt tektonicznych nie musi dokładnie odzwierciedlać układu komórek konwekcyjnych w górnym płaszczu. Płyta tektoniczna podlegająca subdukcji, zapadając się w głąb płaszcza wymusza ruch materii, i stanowi część opadającego prądu konwekcyjnego. Prądy opadające mogą istnieć także pod płytą nie ulegającą subdukcji, np. w miejscu istnienia dawnego szwu kolizyjnego. Podobnie wznoszący prąd konwekcyjny może istnieć zarówno pod granicą rozbieżną płyt, przyczyniając się do zachodzenia zjawiska spreadingu, jak również pod płytą, co powoduje jej powolne osłabianie i w geologicznej skali czasu może prowadzić do powstania nowej strefy spreadingu. Ten model tłumaczy m.in. powstawanie i rozpad superkontynentów.
Wraz z powstawaniem nowej skorupy oceanicznej w strefach spreadingu następuje przesuwanie tych stref i zmiana geometrii komórek konwekcyjnych. Przykładowo pierwotnie strefy ryftowe wokół Antarktydy powstały przy podstawie jej stoku kontynentalnego. W ciągu kredy i kenozoiku grzbiety śródoceaniczne odsunęły się na kilkaset km i o tyle też powiększyły się komórki konwekcyjne pod Antarktydą. Nie mogą one jednak powiększać się nieograniczenie, bo wtedy przestają wydajnie przenosić ciepło; nadmiernie wydłużone komórki rozpadają się, tworząc nowy, bardziej wydajny układ.
Ruch konwekcyjny w płaszczu oddziałuje z masami nad nieciągłością Gutenberga. Na tej granicy gromadzi się materia o gęstości większej niż gęstość płaszcza lecz mniejszej niż gęstość materii jądra. 
Według wielu naukowców prądy konwekcyjne podłoża skorupy ziemskiej, poprzez fakt, iż wprawiają w ruch wielkie masy litosfery, są źródłem energii dla diastrofizmu oraz dla wulkanizmu.